# Саджати
Саджати (араб. صاجات) — музичний інструмент, тарілочки, використовувані у танці живота.
Тарілочки зазвичай мають діаметр близько 6 см, і виготовляються з латуні або інших сплавів. У них є один або два отвори для кріплення петель, які надягають на середній і великий пальці кожної руки. Танцівниці під час гри витончено піднімають долоні з тарілочками догори.
Залежно від манери гри можуть мати різне звучання, від мелодійного дзвону до різких клацань. Постійне і одноманітне звучання саджати не схвалюється, акомпанемент має вносити різноманітність.
За виглядом і способом виконання схожі з караталами.